# Umm Rusum
Umm Rusum (arab. أم رسوم) – wieś w Syrii, w muhafazie Aleppo. W 2004 roku liczyła 646 mieszkańców.